# The Premature Burial (film)
The Premature Burial is een Amerikaanse horrorfilm uit 1962 onder regie van Roger Corman. Het scenario is gebaseerd op de gelijknamige novelle uit 1844 van de Amerikaanse auteur Edgar Allan Poe.

## Verhaal
Guy Carell is bang dat hij levend zal worden begraven. Hij bouwt daarom een graftombe met een vluchtroute. Uiteindelijk kan hij het noodlot toch niet ontlopen.

## Rolverdeling
| Acteur         | Personage        |
| -------------- | ---------------- |
| Ray Milland    | Guy Carrell      |
| Hazel Court    | Emily Gault      |
| Richard Ney    | Miles Archer     |
| Heather Angel  | Kate Carrell     |
| Alan Napier    | Dr. Gideon Gault |
| John Dierkes   | Sweeney          |
| Dick Miller    | Mole             |
| Clive Halliday | Judson           |
| Brendan Dillon | Priester         |